# Tyan Taylor
Tyan "Garotinha" Taylor (nascida em 23 de março de 1990) é uma jogadora de goalball paralímpica australiana. Integrou a seleção australiana feminina de goalball que disputou os Jogos Paralímpicos de Verão de 2016, realizados no Rio de Janeiro, Brasil. Antes, a "Garotinha" havia competido nas Paralimpíadas de Londres 2012, com a equipe nacional da modalidade.